# Brompton Regis
Brompton Regis – wieś w Anglii, w hrabstwie Somerset, w dystrykcie (unitary authority) Somerset. Leży 77 km na południowy zachód od miasta Bristol i 240 km na zachód od Londynu. W 2001 miejscowość liczyła 439 mieszkańców.